# Serielizados
Serielizados és un magazín digital en llengua espanyola creat l'any 2013 per Víctor Sala i Betu Martínez, dedicada a l'anàlisi i opinió de sèries de televisió i de tot el que es desprèn de la cultura pop televisiva. La pàgina s'estructura amb les seccions d'adiccions, sèries, notícies, podcast, serieselektor i calendari. També disposa d'un canal de Patreon perquè els lectors puguin fer donacions al projecte.
Aquest magazín digital també organitza des de la seva creació, el 2013, el Festival Internacional de Sèries Serielizados Fest que cada any se celebra a Barcelona, tot i que els organitzadors ja han anunciat que l'any 2019 el festival també tindrà una edició a Madrid.